# Штрёк, Штефан
Штефан Штрёк (рум. Ştefan Ströck, 12 февраля 1903, Надьварад — ?) — румынский футболист, игравший на позиции вратаря. Участник Олимпийских игр 1924. Старший брат более известного румынского и венгерского нападающего Альберта Штрьока

## Клубная карьера
За время выступлений на родине сменил несколько клубов. Наибольшим успехом для игрока стал выход в финал Кубка Румынии с клубом «Орадя». В то время румынские клубы выступали в региональных лигах, победители которых попадали в финальный турнир, где разыгрывали титул чемпиона Румынии. В 1924 году «Орадя» стала победителем региональной лиги, после чего в финальном турнире победила команды «Университатя» (Клуж) (0:0, 3:0) и «Ян» (Черновцы) (1:0), уступив в финале команде «Кинезул» (Тимишоара) (1:4).

## Карьера в сборной
20 мая 1924 года дебютировал в официальных матчах в составе национальной сборной Румынии в игре против сборной Австрии (1:4). В общем сыграл за команду 3 матча.
В 1924 году стал участником Олимпийских игр. Сборная Румынии выступила неудачно, уступив в первом же матче сборной Нидерландов — 0:6.

## Ссылка
- Профиль на сайте romaniansoccer.ro (рум.)
- Все матчи за сборную (англ.)